# Iced Earth
Iced Earth (в пер. с англ.  — «замороженная Земля») — американская хэви-метал-группа. Основана ритм-гитаристом и композитором Джоном Шаффером в 1985 году. За тридцать лет существования группа пережила многочисленные смены состава и некоторые изменения в стиле, от радикального спид/трэш-метал до более мелодичного хэви-метал. Тексты группы посвящены научной фантастике, военной истории и фильмам ужасов.

## История

### Ранние годы

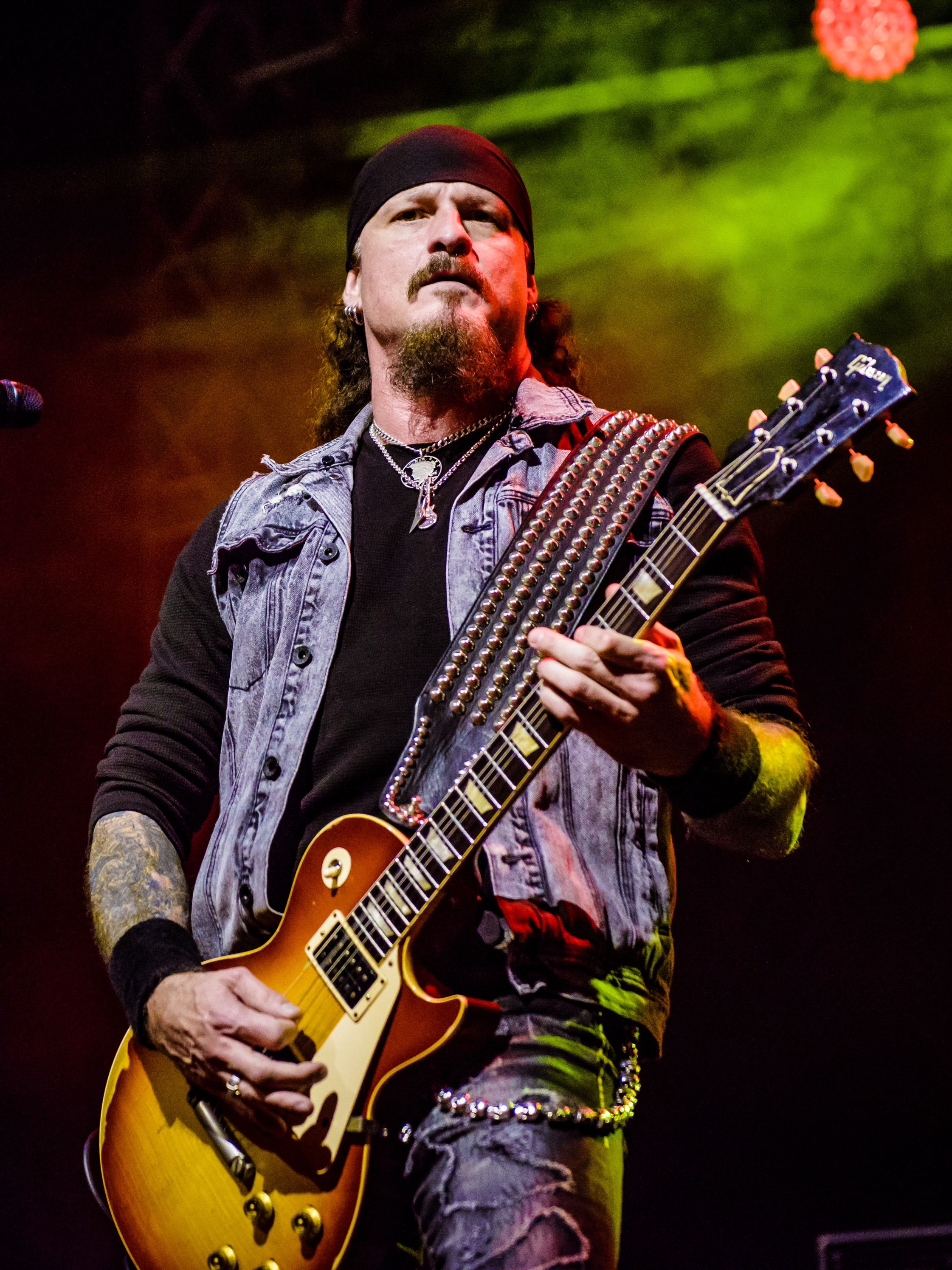
Гитарист Джон Шаффер: основатель, лидер и автор песен группы

Группа была основана в середине 80-х в Огайо, США под названием Purgatory. Изначальный состав группы был: гитаристы Джон Шаффер и Билл Оуэн, вокалист Джин Адам, басист Дэйв Эйбелл и ударник Грег Сеймур. Через некоторое время группа была вынуждена сменить название, обнаружив, что существует одноимённый коллектив. Поначалу Iced Earth сильно увлекались стилистикой фильмов ужасов, выступая в сценических костюмах, но вскоре покончили с эпатажем.
Вскоре после записи первого, одноимённого альбома, из группы был уволен её первый вокалист Адам, у которого от курения садился голос, после того как Джин отказался исправить положение и взять уроки вокала. Новым вокалистом стал Джон Грили, с которым группа записала альбом «Night of the Stormrider». Но во время тура по Европе отношения с новым вокалистом не заладились: Грили пытался забрать себе большую часть выручки, кроме того, оказался антисемитом.

### СМэттом Барлоу

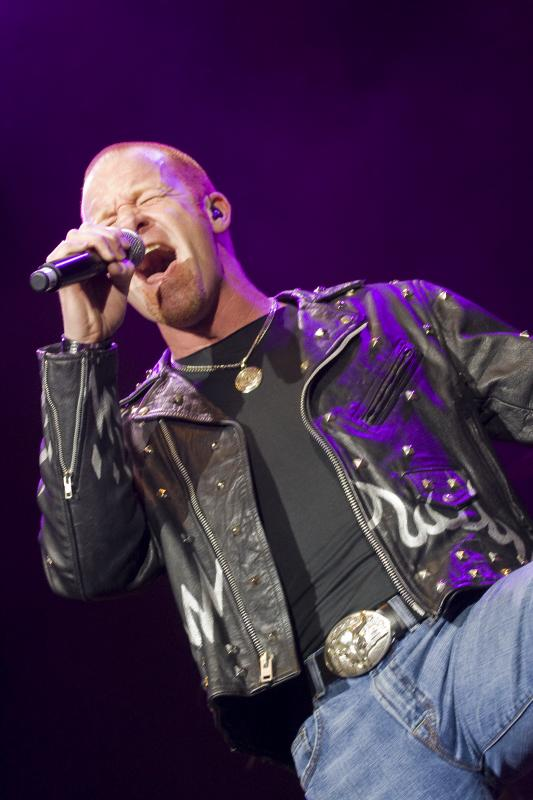
Мэтт Барлоу, многолетний вокалист Iced Earth

Его сменил Мэтт Барлоу (экс-Cauldron), ставший постоянным участником Iced Earth. С Мэттом группа записала большую часть своих альбомов, в том числе концептуальные «The Dark Saga» — по комиксам о Спауне, и «Horror Show» — по мотивам фильмов и литературы ужасов. «Horror Show», кроме прочего, в 2001 году был лидером продаж в Греции. Кроме того, ранние песни были перезаписаны с новым вокалистом и выпущены на сборнике «Days of Purgatory». В 1998 году к группе присоединился молодой гитарист Ларри Тарновски, дебютировавший в альбоме «Something Wicked This Way Comes» (название альбома — цитата из «Макбета» Шекспира). Постоянным ударником, после многих замен, стал Ричард Кристи.

### СТимом Оуэнсом

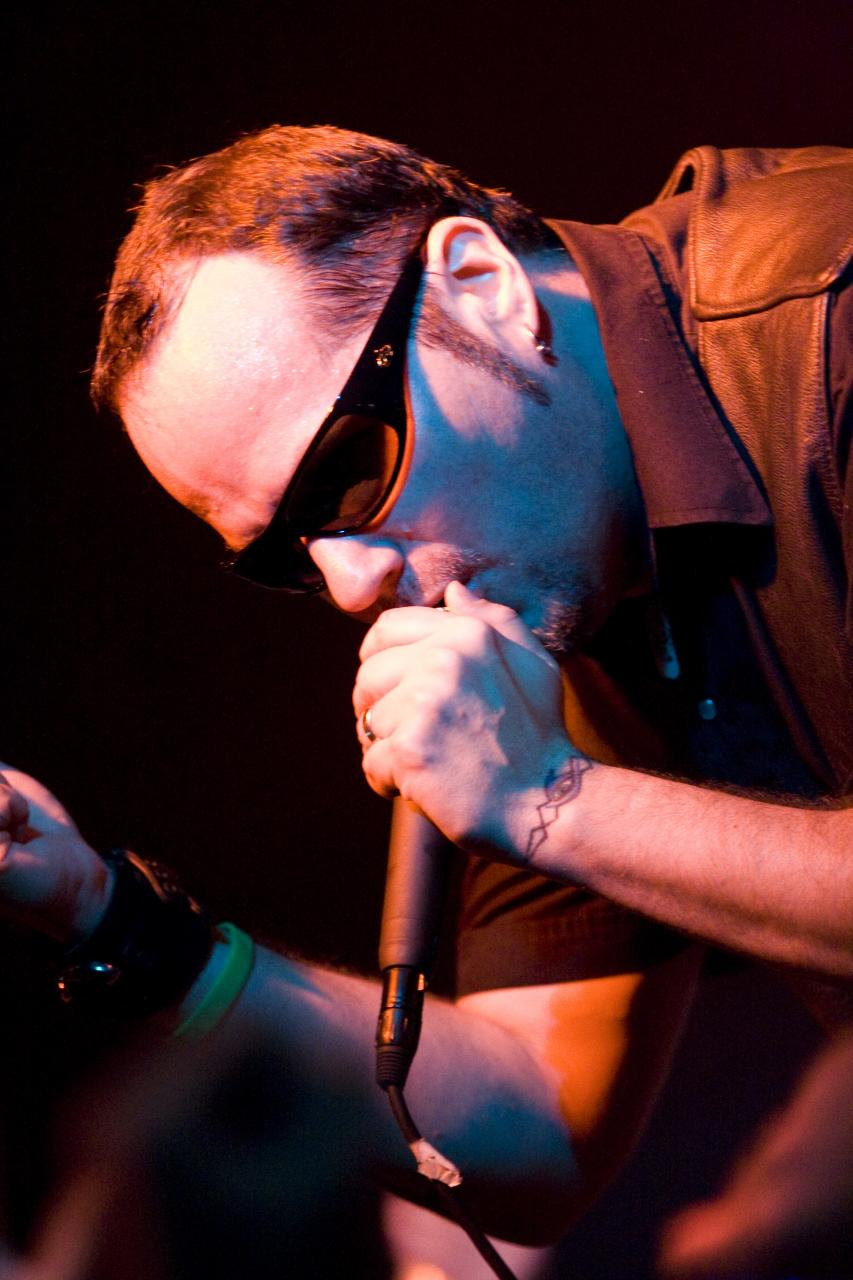
Тим Оуэнс, он же Риппер — вокалист группы в 2000-е

Под впечатлением от событий 11 сентября 2001 года Мэтт Барлоу неожиданно оставил музыкальную карьеру, чтобы стать офицером полиции. Четвёртым по счёту вокалистом Iced Earth стал опытный и известный Тим «Потрошитель» Оуэнс, ранее певший в Judas Priest. Новый альбом группы, «Glorious Burden», снова стал концептуальным. На сей раз темой альбома стали великие битвы и войны разных эпох, с американским патриотическим уклоном. Кульминацией альбома стали три песни, рассказывающие о трёх днях Геттисбергской Битвы, самого кровопролитного сражения Гражданской войны в США.
В 2006 году состав группы почти полностью обновился. В группу пришли гитарист Тим Миллс и басист Джеймс Уоллас, вернулся ударник Брент Смедли. В 2007 году Уоллас ушёл из группы по семейным обстоятельствам, его место занял Деннис Хейс. Группа намеревается выпустить два альбома, продолжающих «Something Wicked This Way Comes». Первая часть новой научно-фантастической дилогии концептуальных альбомов, Framing Armageddon, вышла в 2007 году. Сингл Ten Thousand Strong предварял альбом, на одноимённую песню был снят научно-фантастический клип с использованием компьютерной графики.

### Краткое возвращение Барлоу, Стью Блок

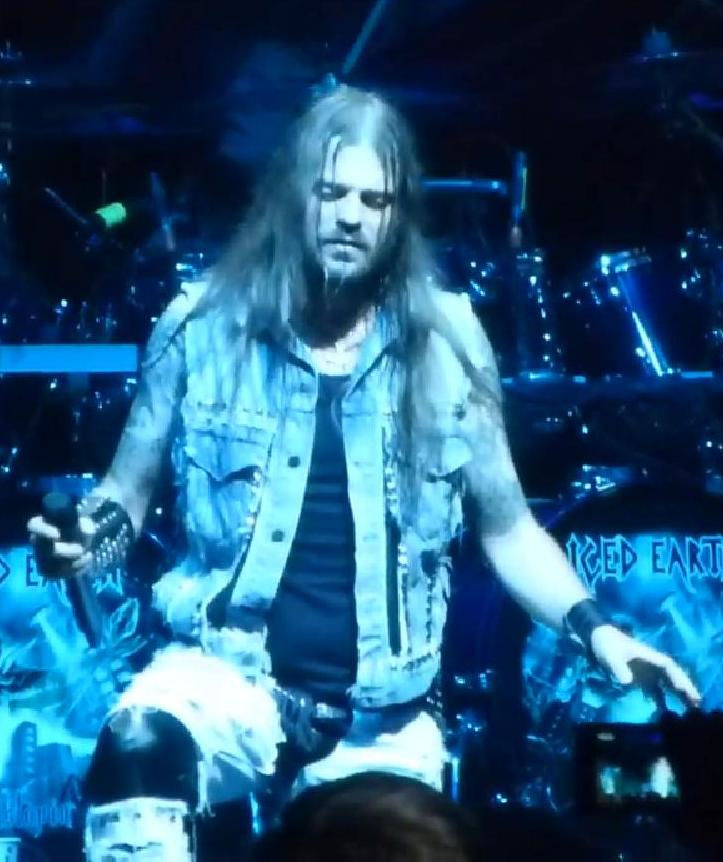
Стью Блок, последний вокалист группы

В конце 2007 года группа пережила очередную перетряску всего состава. Мэтт Барлоу объявил о своём возвращении на место Тима Оуэнса (который после этого ушёл в проект Ингви Мальмстина), Джон Шаффер прокомментировал это как «теперь Iced Earth по-настоящему вернулись». Также из группы был уволен басист Деннис Хейс, его место занял Фредди Видалес. В 2008 году был выпущен The Crucible of Man (Something Wicked Part 2) - первый студийный альбом с Барлоу после его возвращения и продолжение концептуальной дилогии. Однако в марте 2011 года Мэтт заявил об уходе из группы. Новым вокалистом стал  Стю Блок, певец группы Into Eternity . Дебютом Стю Блока стал альбом, который получил название  Dystopia, он вышел 17 октября 2011 года на лейбле Century Media.
6 января 2021 года Джон Шаффер принял участие в акции протеста в Капитолии против результатов выборов президента США, за что был объявлен в розыск полицией. 17 января Шаффер добровольно сдался полиции. Политическая позиция лидера группы навлекла на него гнев либеральной общественности. В январе 2021 года лейбл Century Media убрал из своего онлайн-магазина альбомы Iced Earth и Demons&Wizards и атрибутику обоих коллективов Шаффера. В феврале 2021-го вокалист Стю Блок, басист Люк Эпллтон и гитарист Джейк Дрейер (то есть все участники, кроме Шаффера и барабанщика Смедли) объявили об уходе из группы. Поскольку Шаффер находится в тюрьме, группа фактически прекратила деятельность на неопределённый срок.

## Стиль
Музыкальный стиль Iced Earth не укладывается в рамки одного жанра, и заметно менялся с частыми сменами состава группы, сохраняя при этом узнаваемое звучание, построенное на ритм-партиях Джона Шаффера. На ранних демо и в первом альбоме группа исполняла спид-метал, немного подражая Judas Priest периода «Painkiller». Последующие альбомы, более тяжёлые и ритмичные, приблизили звучание к трэш-металу. В «Something Wicked» и «Horror Show» Iced Earth явно стали тяготеть к классическому хэви-металу. С приходом Тима Оуэнса музыка ансамбля стала мелодичнее, включив элементы пауэр-метала и хоровой бэк-вокал (до этого на бэк-вокале был Шаффер).
В текстах Iced Earth преобладает тема ужасов, мистики и конца света, типичная для хэви-метала. Группа выпустила целый ряд концептуальных альбомов. The Dark Saga основана на комиксах о Спауне. Horror Show представляет собой дайджест из известных сюжетов жанра хоррор (Дракула, Омен, оборотни, мумии). Наконец, два последних альбома представляют собой научно-фантастическую дилогию о войне людей с древней расой сетиан. Сценарий написан самим Джоном Шаффером. Редкое исключение составляет альбом Glorious Burden: в его концепцию легла военная история США и Европы.

## Сайд-проекты
Джон Шаффер выпустил два альбома в проекте Demons & Wizards с Ханси Кюршем, вокалистом Blind Guardian. Название их совместной группы обыгрывает тематику текстов их «родных» ансамблей: «демоны» Iced Earth и «волшебники» Blind Guardian. Жанр проекта — пауэр-метал.
В 2009 году Джон Шаффер записал альбом в рамках своего нового сольного проекта «Sons Of Liberty», в котором он так же исполнил роль вокалиста.
Тим Оуэнс с 2005 года также поёт в хэви-метал-группе Beyond Fear. Мэтт Барлоу выступил приглашённым вокалистом в альбоме «Immortal» датской группы Pyramaze, который вышел в 2008-м году.

## Дискография

### Студийные альбомы
| Обложка | Дата релиза | Название                                      | Лейбл                  |
|         | 1991        | Iced Earth                                    | Century Media          |
|         | 1992        | Night of the Stormrider                       | Century Media          |
|         | 1995        | Burnt Offerings                               | Century Media          |
|         | 1996        | The Dark Saga                                 | Century Media          |
|         | 1998        | Something Wicked This Way Comes               | Century Media          |
|         | 2001        | Horror Show                                   | Century Media          |
|         | 2004        | The Glorious Burden                           | SPV GmbH               |
|         | 2007        | Framing Armageddon (Something Wicked Part 1)  | SPV GmbH               |
|         | 2008        | The Crucible of Man (Something Wicked Part 2) | SPV GmbH               |
|         | 2011        | Dystopia                                      | Century Media          |
|         | 2014        | Plagues of Babylon                            | Century Media          |
|         | 2017        | Incorruptible                                 | Century Media          |
|         | 2022        | A Narrative Soundscape                        | Ravencraft Productions |

### Синглы
| Дата релиза | Название               | Лейбл         |
| 1999        | The Melancholy E.P.    | Century Media |
| 2003        | The Reckoning          | SPV GmbH      |
| 2007        | Overture of the Wicked | SPV GmbH      |
| 2008        | I Walk Among You       | SPV GmbH      |

### Сборники
| Дата релиза | Название                   | Лейбл         |
| 1997        | Days of Purgatory          | Century Media |
| 1999        | Alive in Athens            | Century Media |
| 2002        | Dark Genesis               | Century Media |
| 2002        | Tribute To The Gods        | Century Media |
| 2004        | The Blessed and the Damned | Century Media |
| 2008        | Slave To The Dark          | Century Media |
| 2010        | Box Of The Wicked          | SPV GmbH      |

### DVD
| Дата релиза | Название                    | Лейбл           |
| 2005        | Gettysburg (1863)           | Steamhammer/SPV |
| 2006        | Alive in Athens DVD         | Century Media   |
| 2011        | Festivals Of The Wicked DVD | Century Media   |